# أحمد كسروي
أحمد كسروي (بالفارسية: احمد کسروی)، هو لغوي ومؤرخ ومصلح إيراني ولد في يوم 29 سبتمبر 1890 في مدينة تبريز في إيران انضم إلى الثورة الدستورية الفارسية 1906 وتلقى تعليمه في الغرب وقد أصبح مع روي متحدة من أبرز دعاة العلمانية في إيران وانتقدوا رجال الدين الإيرانيين وتوفي في يوم 11 مارس 1945 بعد مقتله من قبل مجموعة شيعية متشددة باسم فدائيو الإسلام.